# Stalag IV E
Stalag IV E Altenburg – niemiecki obóz jeniecki dla podoficerów i szeregowych znajdujący się w pobliżu miejscowości Altenburg w Turyngii, 45 km na południe od Lipska.

## Historia
W czerwcu 1940 roku, po kampanii francuskiej do Altenburga przywieziono pierwszych jeńców. Na Wielkanoc 1942 r. orkiestra i chór jeniecki przedstawiły utwór „Msza Nadziei” skomponowany przez Jeana Lashermesa, który był jednym z jeńców tego obozu. Nazwa obozu została zmieniona 1 czerwca 1942 na Stalag 384, a większość jeńców została skierowana do obozów pracy (Arbeitskommando) w okolicach Lipska i Chemnitz.
W listopadzie 1944 przywieziono tam z obozu Stalag IV B Mühlberg  kilkaset kobiet-żołnierzy, uczestniczek powstania warszawskiego. Zostały one rozesłane do różnych obozów pracy.
W kwietniu 1945 obóz został wyzwolony przez żołnierzy 76. dywizji piechoty VII armii amerykańskiej.